# Bellefontaine, Ohio
Bellefontaine là một thành phố thuộc quận Logan, tiểu bang Ohio, Hoa Kỳ. Năm 2010, dân số của thành phố này là 13370 người.

## Dân số
- Dân số năm 2000: 13069 người.
- Dân số năm 2010: 13370 người.